# Качково (Поморське воєводство)
Качково (пол. Kaczkowo) — село в Польщі, у гміні Ленчиці Вейгеровського повіту Поморського воєводства.
Населення — 348 осіб (2011).
У 1975-1998 роках село належало до Гданського воєводства.

## Демографія
Демографічна структура станом на 31 березня 2011 року:
|          | Загалом | Допрацездатний вік | Працездатний вік | Постпрацездатний вік |
| -------- | ------- | ------------------ | ---------------- | -------------------- |
| Чоловіки | 167     | 50                 | 106              | 11                   |
| Жінки    | 181     | 49                 | 105              | 27                   |
| Разом    | 348     | 99                 | 211              | 38                   |